# Сваямбхунат
Сваямбху, или още Сваямбхунат, е древен будистки комплекс с една от най-известните ступи в света, разположен в долината на Катманду на запад от града.
Понастоящем е известен като „Храма на маймуните“, а за произхода на името му има 2 варианта: „Величествените дървета“ или „Самовъзникнал“.
Комплексът Сваямбху включва ступата и множество храмове и светилища, принадлежащи към периода Личави. Тибетският манастир, музеят и библиотеката са по-късни добавки. Освен изрисуваните очи с вежди над тях, Ступата има и нещо напомнящо нос, но в действителност това е непалският символ означаващ „единство“. През 1979 г. Сваямбху заедно със ступата Бода е включена в списъка на ЮНЕСКО на световното културно и природно наследство и 2-те са сред основните културни забележителности на региона на Катманду.

## Легенда
Според преданията „Сваямбху Пурана“ някога цялата долина била залята от огромно езеро, сред което израснал Лотос. Долината станала известна като „Сваямбху“ или „самовъзникнала“. Това име идва от вечния самовъзникващ огън Сваямбху, около който по-късно била построена Ступата.
Манджушри, Бодхисатва олицетворяващ мъдростта и учението имал видение на лотос в Сваямбху и потеглил на път за да изрази почитта си. Като видял, че долината е добро място, решил да я направи удобна за поклонници и прорязал клисура, водата се оттекла и така се оформила сегашната долина на Катманду. Лотосът се превърнал в хълма, а цветът – в ступа.
Сваямбху е известен също като „Храма на маймуните“, тъй като в северозападната част на комплекса живеят маймуни, третирани като свещени. Те се смятат за свещени също заради Манджушри. Казва се, че той обикновено държал косата си къса, но когато се изкачвал по хълма на Сваямбху тя бил пусната дълга и обилно развилите се в нея въшки се превърнали в тези маймуни, живеещи и до днес около храма.

## Архитектура
Ступата има купол в основата. Над него е Кубичната част с известните „Очи на Буда“ в четирите посоки с изписаната между тях дума „единство“ на местния непалски диалект. Над очите във всяка посока има петоъгълни елементи „Торан“, зад и над които се намират поредица от тринадесет амфитеатрално свиващи се пръстени. Над тях е върха на Ступата или „Гаджур“.
Иконографски Сваямбху принадлежи най-вече към Ваджраяна традицията Невар. Комплексът е важен обаче за всички Будистки школи, като е почитан също и от хиндуистите.

## Символика
Куполът в основата представлява целия свят. На всяка от 4-те страни на кубичната част на главната ступа има по 2 големи очи, означаващи великите Съчувствие и Мъдрост с допълнително 3-то око между тях. Смята се, че когато Буда преподава, от това 3-то око излизат лъчи и приканват съществата от божествените светове да слушат учението му и освобождават от страданието съществата от нисшите сфери на Самсара.

## Галерия
- Сваямбхунат
- Хълма Сваямбху
- Храмът
- Ступата Сваямбху